# Пуант (парафія)
Шаблон:StateAbbr_ 30°43′ пн. ш. 91°36′ зх. д. / 30.71° пн. ш. 91.6° зх. д.
Округ  Пуант (англ. Pointe Coupee Parish) — округ (парафія) у штаті  Луїзіана, США. Ідентифікатор округу 22077.

## Демографія
За даними перепису 
2000 року 
загальне населення округу становило 22763 осіб, зокрема міського населення було 9164, а сільського — 13599.
Серед мешканців округу чоловіків було 11055, а жінок — 11708. В окрузі було 8397 домогосподарств, 6171 родин, які мешкали в 10297 будинках.
Середній розмір родини становив 3,17.
Віковий розподіл населення поданий у таблиці:
| Стать    | До 15 років | 15-21 | 22-29 | 30-39 | 40-49 | 50-65 | 65-85 | Понад 85 |
| -------- | ----------- | ----- | ----- | ----- | ----- | ----- | ----- | -------- |
| Чоловіки | 2548        | 1279  | 911   | 1515  | 1707  | 1771  | 1200  | 124      |
| Жінки    | 2443        | 1188  | 1029  | 1635  | 1775  | 1802  | 1553  | 283      |

## Суміжні округи
- Конкордія — північ
- Вест-Фелісіана — північний схід
- Вест-Батон-Руж — схід
- Ібервіль — південь
- Сент-Мартін — південний захід
- Сент-Ландрі — захід
- Авуаель — північний захід

## Виноски
1. ↑  U.S. Decennial Census. United States Census Bureau. Процитовано 1 вересня 2014.
2. ↑  Historical Census Browser. University of Virginia Library. Архів оригіналу за 11 серпня 2012. Процитовано 1 вересня 2014.
3. ↑  Population of Counties by Decennial Census: 1900 to 1990. United States Census Bureau. Процитовано 1 вересня 2014.
4. ↑  Census 2000 PHC-T-4. Ranking Tables for Counties: 1990 and 2000 (PDF). United States Census Bureau. Процитовано 1 вересня 2014.
5. ↑  State & County QuickFacts. United States Census Bureau. Архів оригіналу за 6 червня 2011. Процитовано 18 серпня 2013.(англ.) Наведено за англійською вікіпедією.
6. ↑  American FactFinder. Бюро перепису населення США. Архів оригіналу за 26 лютого 2012. Процитовано 31 січня 2008.

| США | Це незавершена стаття з географії США. Ви можете допомогти проєкту, виправивши або дописавши її. |